# Karsbach
Karsbach er en kommune i Landkreis Main-Spessart i regierungsbezirk Unterfranken i den tyske delstat Bayern. Den er en del af Verwaltungsgemeinschaft Gemünden am Main.

## Geografi
Karsbach ligger i Region Würzburg.
I kommunen ligger ud over Karsbach, landsbyerne Heßdorf, Höllrich og Weyersfeld, der indtil 1978 var selvstændige kommuner. Weyersfeld blev i 2005 valgt til den smukkeske by i Landkreis Main-Spessart.